# Журавлева Буда
Журавлева Бу́да —  село в Україні, у Корюківській міській громаді Корюківського району Чернігівської області. Населення становить 42 осіб. До 2020 орган місцевого самоврядування — Рибинська сільська рада.

## Географія
Село розташоване за 41 км від районного центру і залізничної станції Корюківка . Висота над рівнем моря — 169 м.

## Історія
Село створене у 1918 році.
12 червня 2020 року, відповідно до розпорядження Кабінету Міністрів України № 730-р «Про визначення адміністративних центрів та затвердження територій територіальних громад Чернігівської області», увійшло до складу Корюківської міської громади.
19 липня 2020 року, в результаті адміністративно-територіальної реформи та ліквідації колишнього Корюківського району, село увійшло до складу новоутвореного Корюківського району.